# Pinckneyville, Illinois
Pinckneyville là một thành phố thuộc quận Perry, tiểu bang Illinois, Hoa Kỳ. Năm 2010, dân số của thành phố này là 5648 người.

## Dân số
Dân số qua các năm:
- Năm 2000: 5464 người.
- Năm 2010: 5648 người.